# Arnold van Cuijk
Arnold van Cuijk was een edelman en een van de zonen van Willem van Cuijk.
Hij werd omstreeks 1282 als heer van Asten genoemd, en wel bij een ruiltransactie waarbij de Heer van Asten de zeggenschap en de opbrengsten ten oosten van de Aa verwerft, en de abdij van Floreffe die ten westen van deze rivier.
Hij werd opgevolgd door zijn broer Willem van Cuijk